# Deutsche Leichtathletik-Meisterschaften 1988
Die 88. Deutschen Leichtathletik-Meisterschaften fanden vom 22. bis 24. Juli 1988 im Frankfurter Waldstadion statt.

## Ausgelagerte Disziplinen
Wie in den Jahren zuvor wurden weitere Meisterschaftstitel an verschiedenen anderen Orten vergeben, in der folgenden Auflistung in chronologischer Reihenfolge benannt.
- Crossläufe – Waiblingen, 12. März mit Einzel-/Mannschaftswertungen für Frauen und Männer auf jeweils zwei Streckenlängen (Mittel-/Langstrecke)
- Marathonlauf – im Rahmen des Hamburg-Marathons. 24. April mit Einzel-/Mannschaftswertungen für Frauen und Männer[2]
- 10-km-Gehen (Frauen)/50-km-Gehen (Männer) – Eschborn, 24. April mit jeweils Einzel- und Mannschaftswertungen
- Berglauf – Bühlertal im Schwarzwald, 1. Oktober im Rahmen des Hundseck-Berglaufs mit Einzelwertungen für Männer und Frauen
- Langstaffeln, Frauen: 3 × 800 m/Männer: 4 × 800 m und 4 × 1500 m – Lübeck, 10. Juli im Rahmen der Deutschen Jugendmeisterschaften
- Mehrkämpfe (Frauen: Siebenkampf)/(Männer: Zehnkampf) – Rhede, 9./10. Juli mit Einzel- und Mannschaftswertungen
- Straßenlauf (Frauen: 15 km)/(Männer: 25 km) – Herten-Bertlich, 11. September mit Einzel-/Mannschaftswertungen für Frauen und Männer
- 100-km-Straßenlauf – Hamm-Heessen, 8. Oktober mit Einzelwertungen für Frauen und Männer sowie einer Mannschaftswertung für Männer[3]

## Rekord
Florian Schwarthoff (LG Erlangen) erzielte über 110 Meter Hürden bei einem Rückenwind von 1,2 m/smit 13,50 Sekunden einen neuen bundesdeutschen Rekord (BR).

## Medaillengewinner, Männer
Die folgende Übersicht fasst die Medaillengewinner und -gewinnerinnen zusammen. Eine ausführlichere Übersicht mit den jeweils ersten acht in den einzelnen Disziplinen findet sich unter dem Link Deutsche Leichtathletik-Meisterschaften 1988/Resultate.
| Disziplin                                   | Gold                                                                     | Leistung        | Silber                                                                        | Leistung       | Bronze                                                                                   | Leistung       |
| ------------------------------------------- | ------------------------------------------------------------------------ | --------------- | ----------------------------------------------------------------------------- | -------------- | ---------------------------------------------------------------------------------------- | -------------- |
| 100 m (Wind: −2,4)                          | Andreas Maul (LG Wipperfürth)                                            | 10,50 s000      | Fritz Heer (TV Wattenscheid 01)                                               | 10,50 s00      | Werner Zaske (TV Wattenscheid 01)                                                        | 10,54 s00      |
| 200 m (Wind: −0,6)                          | Ralf Lübke (LG Bayer Leverkusen)                                         | 20,76 s000      | Norbert Dobeleit (TV Wattenscheid 01)                                         | 20,88 s00      | Peter Klein (SV Salamander Kornwestheim)                                                 | 20,90 s00      |
| 400 m                                       | Ralf Lübke (LG Bayer Leverkusen)                                         | 45,89 s000      | Mark Henrich (VfL Kamen)                                                      | 46,21 s00      | Jörg Vaihinger (VfL Sindelfingen)                                                        | 46,25 s00      |
| 800 m                                       | Thomas Giessing (LAZ bellanett Rhede)                                    | 1:47,52 min0    | Peter Braun (LG Tuttlingen)                                                   | 1:47,75 min    | Rainer Thau (LC Mengerskirchen)                                                          | 1:47,88 min    |
| 1500 m                                      | Dieter Baumann (VfL Waiblingen)                                          | 3:45,60 min0    | Eckhardt Rüter (VfL Wolfsburg)                                                | 3:46,02 min    | Klaus-Peter Nabein (LAC Quelle Fürth)                                                    | 3:46,44 min    |
| 5000 m                                      | Dieter Baumann (VfL Waiblingen)                                          | 13:38,31 min0   | Steffen Brand (TV Wattenscheid 01)                                            | 13:38,99 min   | Martin Grüning (LAV Bayer Uerdingen/Dormagen)                                            | 13:46,88 min   |
| 10.000 m                                    | Ralf Salzmann (PSV Grün-Weiß Kassel)                                     | 29:01,53 min0   | Michael Scheytt (LAC München)                                                 | 29:04,55 min   | Herbert Steffny (Post-SV Jahn Freiburg)                                                  | 29:04,67 min   |
| 25-km-Straßenlauf                           | Herbert Steffny (Post-SV Jahn Freiburg)                                  | 1:15:58 h00000  | Konrad Dobler (VfL Waldkraiburg)                                              | 1:16:40 h0000  | Guido Dold (Post-SV Jahn Freiburg)                                                       | 1:18:04 h0000  |
| 25-km-Straßenlauf, Mannschaftswertung       | Post-SV Jahn FreiburgHerbert Steffny Guido Dold Markus Keller            | 3:56:44 h00000  | VfL WaldkraiburgKonrad Dobler Uwe Hartmann Joachim Heim                       | 3:57:33 h0000  | LG FrankfurtAchim Bourmer Wolfgang Mü Hans Pfisterer                                     | 3:59:28 h0000  |
| Marathon                                    | Udo Reeh (VfL Waldkraiburg)                                              | 2:14:56 h00000  | Konrad Dobler (VfL Waldkraiburg)                                              | 2:15:04 h0000  | Roland Szymaniak (Gut-Heil Neumünster)                                                   | 2:17:08 h0000  |
| Marathon, Mannschaftswertung                | VfL WaldkraiburgUdo Reeh Konrad Dobler Joachim Heim                      | 6:48:28 h00000  | TF FeuerbachDaniel Bartsch Peter Maier Friedrich Mößner                       | 7:12:04 h0000  | TV GeiselhöringWinfried Ahlmann Peter Kiefl Reinhold Hierlmeier                          | 7:13:02 h0000  |
| 100-km-Straßenlauf                          | Heinz Hüglin (LV Ettenheim)                                              | 6:41:41 h00000  | Herbert Cuntz (TV Offenbach/Queich)                                           | 6:53:40 h0000  | Manfred Träger (Triathlon Hub/Nürnberg)                                                  | 6:59:30 h0000  |
| 100-km-Straßenlauf, Mannschaftswertung      | SV VogtRichard Fröhlich Gebhard Bleyer Willi Thurner                     | 23:55:07 h00000 | SCC BerlinHans-Jürgen Seydler Heinz-Günter Schmidt Lothar Preißler            | 24:22:09 h0000 | SuS Schalke 96Wolfgang Thamm Bernd Orlowski Anton Bierner                                | 24:24:11 h0000 |
| 110 m Hürden (Wind: +1,2)                   | Florian Schwarthoff (LG Erlangen)                                        | 13,50 s BR      | Dietmar Koszewski (SCC Berlin)                                                | 13,76 s00      | Jürgen Schoch (SV Salamander Kornwestheim)                                               | 13,76 s00      |
| 400 m Hürden                                | Harald Schmid (TV Gelnhausen)                                            | 48,23 s000      | Edgar Itt (TV Gelnhausen)                                                     | 49,10 s00      | Uwe Schmitt (Eintracht Frankfurt)                                                        | 50,44 s00      |
| 3000 m Hindernis                            | Patriz Ilg (LAC Quelle Fürth)                                            | 8:23,19 min0    | Jens Volkmann (SCC Berlin)                                                    | 8:23,88 min    | Andreas Fischer (Hamburger SV)                                                           | 8:33,22 min    |
| 4 × 100 m Staffel                           | LT 1985 HannoverDietmar Schulte Ingo Todt Holger Isenbart Volker Nitsch  | 39,76 s000      | SV Salamander KornwestheimJürgen Schoch Andreas Zügel Peter Klein Holger Lutz | 39,87 s00      | VfL WolfsburgBernd Rebischke Markus Kessler Markus Stärk Erwin Skamrahl                  | 39,99 s00      |
| 4 × 400 m Staffel                           | LG Bayer LeverkusenCarsten Fischer Thomas Geuyen Michael Grün Ralf Lübke | 3:06,78 min0    | VfL SindelfingenPeter Mayer Claus Krafzik Martin Bürkle Jörg Vaihinger        | 3:07,18 min    | Eintracht FrankfurtLars Klingenberg Frank Seybold Uwe Schmitt Bodo Kuhn                  | 3:07,26 min    |
| 4 × 800 m Staffel                           | LG Nord BerlinIngo Plucinski Helge Loska Bernd Müller Holger Böttcher    | 7:19,13 min0    | ASV KölnMartin Stötzel Blieschies Dirk Cordier Alexander Adam                 | 7:19,57 min    | TV Wattenscheid 01Knut Vollenbröker Torsten Rostock Michael Schreckenberger Harald Andrä | 7:19,99 min    |
| 4 × 1500 m Staffel                          | VfL WolfsburgDehlke Wolfgang Schreiber Jens Becker Eckhardt Rüter        | 15:19,63 min0   | TV Wattenscheid 01Christof Blum Brehm Volker Welzel Steffen Brand             | 15:20,88 min   | LG Bayer LeverkusenBurkhard Dahm Ernst Ludwig Mathias Kohls Frank Casper                 | 15:21,69 min   |
| 20-km-Gehen                                 | Torsten Zervas (Eintracht Frankfurt)                                     | 1:30:01 h00000  | Volkmar Scholz (Berliner SV 1892)                                             | 1:30:16 h0000  | Wolfgang Wiedemann (LAC Quelle Fürth)                                                    | 1:32:52 h0000  |
| 20-km-Gehen, Mannschaftswertung             | LAC Quelle FürthWolfgang Wiedemann Robert Mildenberger Alfons Schwarz    | 4:52:06 h00000  | Berliner SV 1892Volkmar Scholz Andreas Hühmer Detlev Winkler                  | 4:42:33 h0000  | Eintracht FrankfurtTorsten Zervas Franz-Josef Weber Hans Michalski                       | 4:51:06 h0000  |
| 50 km Gehen                                 | Alfons Schwarz (LAC Quelle Fürth)                                        | 3:56:14 h00000  | Detlef Heitmann (LGU Brake)                                                   | 4:05:32 h0000  | Robert Mildenberger (LAC Quelle Fürth)                                                   | 4:06:27 h0000  |
| 50 km Gehen, Mannschaftswertung             | LAC Quelle FürthAlfons Schwarz Robert Mildenberger Wolfgang Wiedemann    | 12:26:19 h00000 | Eintracht FrankfurtTorsten Zervas Hans Michalski Heinrich Hänsel              | 12:54:50 h0000 | Meiendorfer SVFritz Helms Braun Steinhardt                                               | 13:50:15 h0000 |
| Hochsprung                                  | Dietmar Mögenburg (OSC Berlin)                                           | 2,25 m          | Gerd Nagel (Eintracht Frankfurt)                                              | 2,25 m         | Andre Schneider-Laub (TV Wattenscheid 01)                                                | 2,22 m         |
| Stabhochsprung                              | Władysław Kozakiewicz (TK Hannover)                                      | 5,40 m          | Bernhard Zintl (LG München)                                                   | 5,30 m         | Jürgen Winkler (TV Wattenscheid 01)                                                      | 5,30 m         |
| Weitsprung                                  | Dietmar Haaf (SV Salamander Kornwestheim)                                | 7,83 m          | Christian Thomas (TV Heppenheim)                                              | 7,82 m         | Heiko Reski (LG Bayer Leverkusen)                                                        | 7,73 m         |
| Dreisprung                                  | Wolfgang Knabe (TV Wattenscheid 01)                                      | 17,31 m         | Wolfgang Zinser (TV Wattenscheid 01)                                          | 17,00 m        | Wolfgang Mai (FC Schalke 04)                                                             | 16,39 m        |
| Kugelstoßen                                 | Karsten Stolz (TV Wattenscheid 01)                                       | 20,18 m         | Wolfgang Schmidt (Stuttgarter Kickers)                                        | 19,41 m        | Udo Gelhausen (LG Bayer Leverkusen)                                                      | 19,37 m        |
| Diskuswurf                                  | Rolf Danneberg (LG Wedel Pinneberg)                                      | 67,20 m         | Wolfgang Schmidt (Stuttgarter Kickers)                                        | 65,08 m        | Alwin Wagner (USC Mainz)                                                                 | 64,70 m        |
| Hammerwurf                                  | Heinz Weis (LG Bayer Leverkusen)                                         | 79,58 m         | Norbert Radefeld (VfL Wolfsburg)                                              | 77,48 m        | Jörg Schaefer (TV Wattenscheid 01)                                                       | 76,44 m        |
| Speerwurf                                   | Peter Blank (LG Frankfurt)                                               | 80,84 m         | Peter Schreiber (LG Bayer Leverkusen)                                         | 75,42 m        | Knut Hempel (Hamburger SV)                                                               | 75,14 m        |
| Zehnkampf                                   | Rainer Sonnenburg (LG Wedel Pinneberg)                                   | 8025 P          | Karl-Heinz Fichtner (LC Olympiapark München)                                  | 8000 P         | Gerald Borchert (Hamburger SV)                                                           | 7887 P         |
| Zehnkampf, Mannschaftswertung               | LC Olympiapark MünchenKarl-Heinz Fichtner Bruno Chirco Stefan Winkler    | 22.904 P        | SG UlmNorbert Demmel Ralf Oberhofer Hans-Joachim Häberle                      | 22.331 P       | Hamburger SVGerald Borchert Torsten Bielert Andreas Kortmann                             | 22.101 P       |
| Crosslauf Mittelstrecke – 3,4 km            | Uwe Mönkemeyer (TV Wattenscheid 01)                                      | 10:51 min000    | Steffen Brand (TV Wattenscheid 01)                                            | 10:54 min00    | Klaus Heiserer (Stuttgarter Kickers)                                                     | 10:56 min00    |
| Crosslauf Mittelstrecke, Mannschaftswertung | TV Wattenscheid 01Uwe Mönkemeyer Steffen Brand Volker Welzel             | Pl.-Ziff. 8     | LG FrankfurtUlrich Keil Peter Wagner Tölke                                    | Pl.-Ziff. 73   | TV Bad BergzabernMichael Spindler Stephan Werling Markus Schwamm                         | Pl.-Ziff. 73   |
| Crosslauf Langstrecke – 10,2 km             | Christoph Herle (VfL Waldkraiburg)                                       | 33:18 min000    | Konrad Dobler (VfL Waldkraiburg)                                              | 33:25 min00    | Franz Engelbert (VfL Waldkraiburg)                                                       | 33:29 min00    |
| Crosslauf Langstrecke, Mannschaftswertung   | VfL WaldkraiburgChristoph Herle Konrad Dobler Engelbert Franz            | Pl.-Ziff. 6     | LAC MünchenMichael Scheytt Winfried Prohl Michael Spöttel                     | Pl.-Ziff. 53   | LG Bayer LeverkusenAxel Hardy Mathias Kohls Ernst Ludwig                                 | Pl.-Ziff. 61   |
| Berglauf, Hundseck-Berglauf – 11,5 km       | Charly Doll (Freiburger FC)                                              | 40:25 min000    | Wolfgang Münzel (LG Frankfurt)                                                | 40:56 min00    | Meinrad Beha (FC Unterkirnach)                                                           | 41:07 min00    |

## Medaillengewinnerinnen, Frauen
| Disziplin                                   | Gold                                                                                    | Leistung      | Silber                                                                            | Leistung      | Bronze                                                                          | Leistung      |
| ------------------------------------------- | --------------------------------------------------------------------------------------- | ------------- | --------------------------------------------------------------------------------- | ------------- | ------------------------------------------------------------------------------- | ------------- |
| 100 m (Wind: +0,6)                          | Ulrike Sarvari (VfL Sindelfingen)                                                       | 11,28 s00     | Andrea Thomas geb. Bersch (VfL Sindelfingen)                                      | 11,35 s00     | Sabine Richter (Eintracht Frankfurt)                                            | 11,50 s00     |
| 200 m (Wind: −0,2)                          | Andrea Thomas geb. Bersch (VfL Sindelfingen)                                            | 22,82 s00     | Ute Thimm geb. Finger (TV Wattenscheid 01)                                        | 23,00 s00     | Helga Arendt (SC Eintracht Hamm)                                                | 23,13 s00     |
| 400 m                                       | Helga Arendt (SC Eintracht Hamm)                                                        | 50,77 s00     | Ute Thimm geb. Finger (TV Wattenscheid 01)                                        | 51,33 s00     | Karin Janke (VfL Wolfsburg)                                                     | 52,59 s00     |
| 800 m                                       | Gabriela Lesch (Eintracht Frankfurt)                                                    | 2:02,07 min   | Ute Lix (TV Gelnhausen)                                                           | 2:04,45 min   | Astrid Bartels (LG Nordwest Hamburg)                                            | 2:04,77 min   |
| 1500 m                                      | Vera Michallek geb. Steiert (LG Frankfurt)                                              | 4:12,41 min   | Brigitte Kraus (ASV Köln)                                                         | 4:15,84 min   | Susanne Niemeyer (TG Schweinfurt)                                               | 4:23,68 min   |
| 3000 m                                      | Vera Michallek geb. Steiert (LG Frankfurt)                                              | 9:05,77 min   | Claudia Borgschulze (SC Eintracht Hamm)                                           | 9:07,44 min   | Sabine Kunkel (VfL Wolfsburg)                                                   | 9:10,87 min   |
| 10.000 m                                    | Kerstin Preßler (Neuköllner Sportfreunde)                                               | 33:31,37 min  | Claudia Borgschulze (SC Eintracht Hamm)                                           | 33:43,36 min  | Antje Winkelmann (LG Göttingen)                                                 | 34:10,05 min  |
| 15-km-Straßenlauf                           | Christa Vahlensieck geb. Kofferschläger (Barmer TV 1846 Wuppertal)                      | 51:31 min00   | Iris Biba (DJK Freigericht)                                                       | 52:16 min00   | Annabel Holtkamp (ASV Köln)                                                     | 52:53 min00   |
| 15-km-Straßenlauf, Mannschaftswertung       | LG Bayer LeverkusenBritta Lorch Sabine Knetsch Silvia Merten                            | 2:43:22 h0000 | LG SeesenUrsula Starke Doris Grossert Karola Weiglein                             | 2:46:04 h0000 | SKV EglosheimVeronika Manz Inge Röhrnbacher Sabine Kauf                         | 2:49:10 h0000 |
| Marathon                                    | Charlotte Teske geb. Bernhard (ASC Darmstadt)                                           | 2:30:23 h0000 | Kerstin Preßler (Neuköllner Sportfreunde)                                         | 2:30:27 h0000 | Gabriela Wolf (LAV co op Dortmund)                                              | 2:31:56 h0000 |
| Marathon, Mannschaftswertung                | LAV co op DortmundGabriela Wolf Jutta Karsch Bernadette Hudy                            | 8:12:05 h0000 | SKV EglosheimInge Röhrnbacher Monika Bösing Sabine Kauf                           | 8:18:28 h0000 | LG SeesenUrsula Starke Doris Grossert Gudrun Tünnermann                         | 8:36:34 h0000 |
| 100-km-Straßenlauf                          | Birgit Lennartz (ASV Sankt Augustin)                                                    | 7:42:00 h0000 | Iris Reuter (SSC Hanau-Rodenbach)                                                 | 7:56:20 h0000 | Sigrid Lomsky (SCC Berlin)                                                      | 8:13:20 h0000 |
| 100 m Hürden (Wind: −0,5)                   | Claudia Zaczkiewicz geb. Reidick (MTG Mannheim)                                         | 12,87 s00     | Ulrike Denk (LG Bayer Leverkusen)                                                 | 12,95 s00     | Gabi Lippe (MTG Mannheim)                                                       | 13,10 s00     |
| 400 m Hürden                                | Gudrun Abt (TSV Genkingen)                                                              | 55,16 s00     | Sabine Alber (LG Kappelberg)                                                      | 56,75 s00     | Sandra Seuser (SC Brandenburg Berlin)                                           | 57,13 s00     |
| 4 × 100 m Staffel                           | VfL SindelfingenMargrit Schiller Anke Köninger Andrea Thomas geb. Bersch Ulrike Sarvari | 43,52 s00     | SC Eintracht HammAndrea Hannemann Mechthild Kluth Silke-Beate Knoll Andrea Arendt | 43,58 s00     | LAV Bayer Uerdingen/Dormagen Steffen Ina Cordes Britta Knickenberg Karin Wiesel | 45,34 s00     |
| 4 × 400 m Staffel                           | SC Eintracht HammMechthild Kluth Silke-Beate Knoll Gaby Bußmann Helga Arendt            | 3:35,24 min   | LG KappelbergHeike Bek Silke Fischer Astrid Rinklef Sabine Alber                  | 3:40,55 min   | LG Nord BerlinCornelia Bahls Claudia Beulke Marlies Keil Ines Conradi           | 3:40,88 min   |
| 3 × 800 m Staffel                           | ASV KölnRoswitha Gerdes Sonja Kaufmann Brigitte Kraus                                   | 6:19,08 min   | Eintracht FrankfurtMaren Isigkeit Uta Eckhardt Gabriela Lesch                     | 6:25,58 min   | LG Nord BerlinMann Claudia Beulke Cornelia Bahls                                | 6:28,45 min   |
| 10 km Gehen                                 | Barbara Kollorz (LG OSC/TSG Osnabrück)                                                  | 49:24 min00   | Catrin Rudolph (Eintracht Frankfurt)                                              | 49:26 min00   | Brigitte Buck (LG Mainburg-Niederaichbach)                                      | 49:47 min00   |
| 10 km Gehen, Mannschaftswertung             | LG Mainburg-NiederaichbachBrigitte Buck Renate Warz Gabi Daffner                        | 2:34:45 h0000 | LAV co op DortmundAdelheid Zschieschang Cirsten Verleger Margot Jessat            | 2:39:32 h0000 | TV 1846 Groß-GerauLeni Demmel Ellen Maus Nicole Best                            | 2:47:36 h0000 |
| Hochsprung                                  | Heike Redetzky (LG Bayer Leverkusen)                                                    | 1,97 m        | Silvia Oswald (LAV Bayer Uerdingen/Dormagen)                                      | 1,88 m        | Christiane Mergemann (MTV Celle)                                                | 1,88 m        |
| Weitsprung                                  | Andrea Hannemann (SC Eintracht Hamm)                                                    | 6,55 m        | Stephanie Hühn (LG Nordwest Hamburg)                                              | 6,45 m        | Silke Harms (TV Stelle)                                                         | 6,39 m        |
| Kugelstoßen                                 | Claudia Losch (LAC Quelle Fürth)                                                        | 19,84 m       | Stephanie Storp (TV Wattenscheid 01)                                              | 19,73 m       | Vera Schmidt (MTV Ingolstadt)                                                   | 19,46 m       |
| Diskuswurf                                  | Dagmar Galler (LG Bayer Leverkusen)                                                     | 62,60 m       | Barbara Beuge (MTV Ingolstadt)                                                    | 59,52 m       | Ursula Kreutel (Stuttgarter Kickers)                                            | 58,76 m       |
| Speerwurf                                   | Ingrid Thyssen (LG Bayer Leverkusen)                                                    | 63,68 m       | Brigitte Graune (LG Bayer Leverkusen)                                             | 62,84 m       | Manuela Alizadeh (LAV Bayer Uerdingen/Dormagen)                                 | 60,90 m       |
| Siebenkampf                                 | Sabine Everts (LAV Bayer Uerdingen/Dormagen)                                            | 6306 P        | Birgit Clarius (MTV Ingolstadt)                                                   | 6204 P        | Sabine Braun (TV Wattenscheid 01)                                               | 6202 P        |
| Siebenkampf, Mannschaftswertung             | LG Bayer LeverkusenRenate Pfeil Antje Schmuck Dagmar Federwisch                         | 17.276 P      | LAV Bayer Uerdingen/DormagenSabine Everts Karin Wiesel Christiane Blum            | 16.961 P      | LG Nordwest HamburgStefanie Hühn Ute Niendorf Schmidt                           | 16.650 P      |
| Crosslauf Mittelstrecke – 2,7 km            | Ursula Starke (LG Seesen)                                                               | 9:11 min00    | Ute Haak (LAC Quelle Fürth)                                                       | 9:12 min00    | Sabine Kunkel (VfL Wolfsburg)                                                   | 9:15 min00    |
| Crosslauf Mittelstrecke, Mannschaftswertung | LG FrankfurtHeidrun Vetter Vera Michallek geb. Steiert Gabriele Huber                   | Pl.-Ziff. 24  | ASV KölnRoswitha Gerdes Annabel Holtkamp Braun                                    | Pl.-Ziff. 43  | LC Olympiapark MünchenRita Marquardt Birgit Wiedenmann Simone Lang              | Pl.-Ziff. 70  |
| Crosslauf Langstrecke – 6,8 km              | Antje Winkelmann (LG Göttingen)                                                         | 25:29 min00   | Astrid Schmidt (LAV Aschaffenburg)                                                | 25:48 min00   | Sabine Knetsch (LG Bayer Leverkusen)                                            | 25:50 min00   |
| Crosslauf Langstrecke, Mannschaftswertung   | LAV co op DortmundJutta Hellmich Gabriela Wolf Christina Mai                            | Pl.-Ziff. 22  | LG GöttingenAntje Winkelmann Almut Potschka Christiane Finke                      | Pl.-Ziff. 23  | SCC BerlinEdith Krause Angela Wilhelm Hohenhaus                                 | Pl.-Ziff. 35  |
| Berglauf, Hundseck-Berglauf – 11,5 km       | Birgit Lennartz (ASV Sankt Augustin)                                                    | 48:47 min00   | Bernadette Hudy (LAV co op Dortmund)                                              | 51:06 min00   | Christiane Fladt (TV Isny)                                                      | 51:32 min00   |